# Shawn Economaki
Shawn Economaki (ur. 23 sierpnia 1973 w Des Moines w stanie Iowa) – amerykański muzyk, basista amerykańskiej grupy rockowej Stone Sour.
Gra na gitarach Fender American Vintage ‘57 Precision Bass. Podczas występów używa także głów gitarowych Ampeg SVT 4Pro oraz kolumn Ampeg 8X10.
Poza działalnością w Stone Sour, Economaki współpracował z Coreyem Taylorem oraz Jamesem Rootem. Pracował także jako technik gitarowy oraz menedżer sceniczny dla Slipknota.